# Prowincja Yasothon
Yasothon (taj. ยโสธร) – jedna z prowincji (changwat) Tajlandii. Sąsiaduje z prowincjami Mukdahan, Amnat Charoen, Ubon Ratchathani, Sisaket i Roi Et.